# Barbara Wright (Doctor Who)
Pour les articles homonymes, voir Barbara Wright et Wright.
Barbara Wright est personnage de fiction de la série britannique de science fiction Doctor Who et l'un des compagnons du Premier Docteur. Elle fut l'un des tout premiers compagnons connus de la série et son personnage restera deux ans entre 1963 et 1965 sous les traits de Jacqueline Hill. Dans la version cinématographique d'un des épisodes de la série Dr. Who et les Daleks (1965), Barbara est interprétée par l'actrice Jennie Linden, avec une personnalité très différente dans une histoire qui fait d'elle la petite-fille du Docteur. Barbara apparaît dans 16 sérials et 77 épisodes de la première et seconde saison de la première série.

## Le personnage dans la série
Venue du Bedfordshire, Barbara Wright enseigne l'Histoire en 1963 à la Coal Hill School de Londres et travaille avec son collègue Ian Chesterton, professeur de sciences. L'une de leurs étudiantes Susan Foreman, montre des connaissances avancées en sciences et en Histoire, mais un savoir vraisemblablement erroné dans les autres matières. Afin d'en connaitre un peu plus sur cette enfant étrange, Ian et Barbara suivent Susan jusqu'à une cabine de police située dans une déchèterie. Ayant une dispute avec son grand-père, un homme se présentant comme étant le Docteur, Barbara et Ian rentrent dans la cabine pour s'apercevoir qu'en réalité, cette dernière est un vaste vaisseau plus grand à l'intérieur et capable de voyager à travers l'espace et le temps : il s'agit du TARDIS. Le Docteur et Susan sont des extra-terrestres en exil sur Terre et ne peuvent pas se permettre que Ian et Barbara révèlent leur présence. Le Docteur décidera de faire démarrer le vaisseau, mais ne réussira pas à les ramener sur Terre à leur époque.
Ils se retrouveront par inadvertance dans la Préhistoire terrestre où ils seront enlevés par des hommes des cavernes, puis sur la planète Skaro où ils rencontreront les Daleks. La fin du premier épisode du sérial The Daleks, où Barbara voit un bras en métal sortir du noir, sera considéré pendant longtemps comme un cliffhanger iconique de la série. L'épisode suivant The Edge of Destruction met en scène des tensions entre elle, Ian, Susan et le Docteur, qui accuse les professeurs d'avoir saboté le vaisseau. Bien que gardant son sang-froid et sa logique, Barbara sera déconsidérée par le Docteur et la conclusion de cet épisode permettra de montrer que celui-ci apprécie leur compagnie en fin de compte.
Lors d'une poursuite dans l'espace-temps par les Daleks, Barbara suggérera à Ian d'utiliser la machine à voyager dans le temps abandonnée par les Daleks afin de se rendre à leur époque. Le Docteur est furieux et triste de les voir partir, mais les aide quand même (une attitude proche de celle de William Hartnell à l'époque). À la fin de l'épisode, Barbara et Ian sont de retour sur Terre dans l'Angleterre de 1965, deux ans après leur disparition.
En octobre 2010, Barbara est finalement mentionnée dans l'épisode Death of the Doctor, une histoire en deux parties de la série spin-off de Doctor Who The Sarah Jane Adventures. Sarah Jane Smith révèle avoir fait des recherches sur les anciens compagnons du Docteur et découvert que Ian et Barbara se sont mariés, sont toujours professeurs à Cambridge et qu'une rumeur raconte qu'ils n'ont pas vieilli depuis les années 1960.

## Caractère du personnage
Au départ réticente à l'idée de voyager dans l'espace-temps, le personnage de Barbara devient de plus en plus aventureux selon les épisodes, tout en continuant à montrer un aspect maternel pour le personnage de Susan, puis pour celui de Vicki (lorsque Susan quittera le Docteur). Barbara est fréquemment le seul personnage capable de raisonner le premier Docteur et d'appliquer des déductions logiques. Elle et Ian sont très proches, même si la nature de leur relation ne sera jamais clarifiée dans les épisodes de la série d'alors.
Le personnage fut créé à l'époque afin de pouvoir justifier l'approche « éducative » de la série : en voyageant à travers  le temps, le Docteur pouvait éduquer les enfants à l'Histoire. Sa profession l'a fait devenir un personnage central dans l'épisode The Aztecs où par suite d'un quiproquo, Barbara est prise pour la réincarnation de la prêtresse Yetaxa. Y voyant un moyen de changer le cours de l'Histoire, elle tente de faire abandonner le sacrifice humain des Aztèques, malgré les recommandations du Docteur expliquant que l'Histoire ne peut pas être réécrite. Finalement, elle en fera l'amère expérience lorsque toutes ses tentatives se solderont par des échecs. Tout en explorant des planètes extra-terrestres, Barbara visitera de nombreuses ères de l'Histoire, comme l'Empire romain de Néron dans The Romans, la Palestine durant la troisième croisade (The Crusade), la caravane de Marco Polo (Marco Polo), et la Terre du XXIIe siècleThe Dalek Invasion of Earth.
Gareth Roberts écrivait en 1993 (douze ans avant qu'il ne soit scénariste pour la nouvelle série de Doctor Who) qu'Ian et Barbara constituaient « un parfait reflet d'une Angleterre qui a cessé d'exister, si jamais elle eut existé un jour. Ils sont ces amis "bien propres sur eux" qu'on peut s'imaginer avoir été amis avec nos parents. Ils sont tout en cardigan, en pantalon et en politesses. »

## Le personnage dans d'autres médias
Outre les aventures en livres, comic-books et pièces radiophoniques prolongeant l'univers de Doctor Who, le personnage est repris différemment dans deux adaptations de l'épisode The Daleks. Dans le livre de 1965 de David Whitaker, Doctor Who in an Exciting Adventure with the Daleks, Barbara est une simple Londonienne qui vient d'avoir un accident de voiture au moment où elle rentre par inadvertance dans le TARDIS.
Dans le film de 1965 Dr. Who et les Daleks, Barbara est la grande sœur de Susan, la petite-fille de l'excentrique Docteur, et Ian est son fiancé. Dans le film Les Daleks envahissent la Terre son personnage est remplacé par celui de Louise.
On apprend dans le spin-off de Class, diffusé en 2016, qu'un bâtiment de Coal Hill porte son nom.